# 49 км (зупинний пункт, Донецька залізниця, Бахмутський район)
49 кіломе́тр — пасажирський залізничний зупинний пункт Лиманської дирекції Донецької залізниці.
Розташований у селі Парасковіївка, Бахмутський район, Донецької області на лінії Ступки — Попасна між станціями Ступки (3 км) та Кудрявка (2 км). Навпроти 49 км розташована станція Шевченко на лінії Микитівка — Сіверськ.
Через економічну недоцільність пасажирський рух на даній ділянці припинений, а від Деконської колії демонтовано.